# سن-گیوم، کبک
سن-گیوم (به فرانسوی: Saint-Guillaume) شهری در منطقه شهری درومون ناحیه سانتر-دو-کبک در استان کبک کانادا است. در سرشماری سال ۲۰۱۱ این شهر ۱٬۵۹۳ نفر جمعیت داشته‌است و مساحت آن ۸۶٫۸۳ کیلومتر مربع است.